# Civilization (serie)

Schermata della prima versione (per MS-DOS) del primo Civilization. Nei giochi successivi la visuale sulla mappa divenne isometrica o tridimensionale

Civilization (lett. "civiltà") è una serie di videogiochi strategici a turni di tipo 4X iniziata nel 1991 dalla MicroProse, dove il giocatore controlla l'evoluzione di una nazione attraverso tutta la storia della civiltà. È anche nota come Sid Meier's Civilization, che è il titolo ufficiale dei videogiochi, in riferimento a Sid Meier, progettista principale del primo Civilization.
È una delle saghe di strategia a tema storico più celebri al mondo. Il primo Civilization è uno dei videogiochi più apprezzati e longevi di tutti i tempi, considerato una pietra miliare nel settore, e la serie ha mantenuto la sua popolarità negli anni.
Secondo la Take Two, proprietaria del marchio Civilization dal 2004, le vendite totali della serie ammontano a 65 milioni di copie (febbraio 2023).

## Caratteristiche
I giochi della serie sono progettati attorno alle varie epoche storiche, che avanzano insieme ai progressi del giocatore. Ogni epoca offre nuove cose da esplorare, costruire e ricercare, oltre a nuove unità e abilità. L'inizio delle partite è minimale, con una sola unità di coloni, così il giocatore può sviluppare liberamente la propria civiltà e affrontare sempre maggiore complessità e competizione man mano che è pronto a gestirle.
Tutti i Civilization si svolgono a turni su una mappa del mondo suddivisa in caselle (prima quadrate, poi esagonali a partire da Civilization V).
La mappa può essere realistica oppure generata casualmente, secondo alcuni criteri selezionabili dal giocatore, ed è nascosta dalla nebbia di guerra. Ogni casella ha un certo tipo di terreno e può contenere o meno risorse naturali specifiche. L'esplorazione del mondo a partire dal primo insediamento rivela il territorio e permette l'incontro con le altre civiltà.
A inizio partita il giocatore sceglie la propria civiltà, con un capo che rimane sempre lo stesso per tutti i millenni, e dovrà misurarsi con un certo numero di altre civiltà controllate dal computer o da altri giocatori, che iniziano anch'esse da zero in altre parti del mondo. I capi controllati dal computer hanno personalità e comportamenti differenti; a parte questo, nei primi due Civilization le civiltà variano soltanto esteticamente (sono indifferenti se controllate dal giocatore), ma nei titoli successivi hanno anche alcune abilità specifiche.
Le civiltà disponibili sono tratte dal mondo reale; secondo Sid Meier ne viene fornito un numero limitato per non complicare troppo il gioco, cercando nei limiti del possibile di rappresentare un po' di tutte le maggiori culture della storia.
Sono presenti inoltre i barbari, sotto forma solo di avamposti e unità militari, ostili a tutte le civiltà; rappresentano popoli non organizzati in stato, con i quali non si possono instaurare rapporti.
Lo scopo del gioco è affermare l'egemonia della propria civiltà sulle altre. A tale scopo è opportuno fondare numerose città che costituiranno l'ossatura del proprio stato. Grazie alla forza lavoro degli abitanti, le città possono produrre unità militari e civili, da muovere sulla mappa, e costruire miglioramenti (edifici e infrastrutture) per la città stessa, che ne potenziano l'economia, la cultura, la scienza e la religione. Attraverso le città è possibile sfruttare le risorse del terreno che, entrando nella sfera di influenza attorno alla casella dove risiede la città, possono essere sfruttate dagli abitanti.
Man mano che si incontrano le civiltà rivali ci si deve occupare anche della politica estera, comunicando con gli altri capi per stringere alleanze, scambiarsi nozioni e beni, oppure dichiarandosi guerra.
Nei primi due Civilization ci sono tre modalità di vittoria: la conquista militare di tutte le altre civiltà; la supremazia tecnologica raggiunta con la fondazione di una colonia spaziale su Alpha Centauri; il punteggio più alto al termine del numero massimo di turni. A partire da Civilization III vennero introdotte le vittorie per possesso di due terzi del mondo (evitando al giocatore la tediosa parte finale di conquistarlo completamente), per predominio culturale o diplomatico, e in Civilization VI per predominio religioso.
Una componente fondamentale dei giochi è l'albero tecnologico che determina l'ordine con cui possono essere ottenute le scoperte scientifiche (come scrittura, matematica, elettricità...), che includono anche avanzamenti sociali e culturali (come filosofia, monoteismo, democrazia...). Le scoperte rendono disponibili nuove unità e miglioramenti, ma anche nuove forme di governo. A partire da Civilization V si separano dall'albero tecnologico un parallelo albero dei progressi civici e lo sviluppo della religione.
Elemento ricorrente della serie fin dal primo titolo è la Civilopedia, un manuale integrato strutturato come enciclopedia, che fornisce sia informazioni utili al gioco, sia informazioni storiche a puro scopo illustrativo su quasi tutti gli elementi del gioco.
Altro elemento ricorrente sono le Meraviglie del mondo, che rappresentano edifici monumentali o anche invenzioni o concetti straordinari. Ogni meraviglia può essere costruita una sola volta nella partita, da una città del giocatore o avversaria, e fornisce bonus speciali.

## Storia
Il primo Civilization (1991), ufficialmente chiamato Sid Meier's Civilization, fu progettato principalmente da Sid Meier e sviluppato e pubblicato dalla MicroProse.
Secondo Meier le sue fonti di ispirazione furono i videogiochi SimCity, Empire, Railroad Tycoon, e la sua passione per la storia.
Meier lavorò con Bruce Shelley come produttore, e molti dei principali elementi di gioco furono realizzati da loro due soli prima di espandere la squadra di sviluppo. Il primo prototipo era un gioco in tempo reale del tipo di SimCity, dove si piazzavano città e si spostavano unità, ma le città crescevano da sole; i due non ne furono soddisfatti, secondo Meier perché il giocatore diventava troppo uno spettatore. Meier passò a realizzare un paio di altri giochi non correlati, prima di ritornare a lavorare sul prototipo. Stavolta decisero di renderlo un gioco a turni; soddisfatti del design, entrarono in fase di sviluppo serrato e completarono Civilization in circa un anno.
Esteticamente era semplice anche per i suoi tempi; si focalizzava invece sulle capacità di gestione del giocatore.
La combinazione di storicità e gameplay strategico resero il primo Civilization un grande successo e un titolo unico, che tuttora viene citato come uno dei giochi per PC più influenti mai pubblicati.
L'atteso seguito Civilization II arrivò cinque anni dopo. Fu preceduto da Colonization, titolo correlato progettato da Brian Reynolds e Sid Meier, uscito nel 1994. Fu preceduto anche da CivNet (1995), una versione del primo Civilization con multigiocatore, ma senza altri miglioramenti, che non ebbe successo.
Il design di Civilization II è opera di Brian Reynolds, mentre Meier supervisionò il progetto. In questo seguito, diplomazia ed economia furono rinnovate, nuove unità e tecnologie furono aggiunte, il sistema di combattimento fu ristrutturato dotando le unità di barre dell'energia, e l'intelligenza artificiale fu completamente riscritta. Sviluppare una buona IA degli avversari computerizzati è un impegno costante in tutta la serie di Civilization.
Anche lo stile cambiò (tra l'altro la mappa passò da visuale dall'alto a isometrica), e l'interfaccia fu resa molto più accessibile.
Il reparto multimediale della MicroProse introdusse filmati per le Meraviglie del mondo e filmati con attori per i consiglieri del sovrano.
Il multigiocatore era stato inizialmente sviluppato per Civilization II, ma per motivi di tempo fu introdotto soltanto in una successiva versione Multiplayer Gold Edition.
Un'altra importante novità, rimasta fondamentale nella serie, è la possibilità di usare contenuti creati dagli utenti. Civilization II introdusse un editor di mappe e scenari, che non solo diede maggior longevità al gioco, ma facilitò agli autori stessi la creazione di espansioni.
Civilization III uscì nel 2001, con il design passato sotto la guida di Jeff Briggs e lo sviluppo alla Firaxis Games, un nuovo studio formato da Sid Meier, Brian Reynolds e Jeff Briggs.
I cambiamenti nelle meccaniche di gioco furono più rilevanti rispetto a quelli tra i primi due titoli.
Fu utilizzato un nuovo motore grafico 3D, ma eliminati i filmati delle Meraviglie che stonavano con il nuovo stile. La colonna sonora in gioco divenne legata all'avanzamento dell'epoca. Il combattimento aereo fu quello più modificato, con movimenti delle unità più liberi e un sistema differente da quello delle unità a terra.
Un'importante introduzione fu quella della cultura, una risorsa che influisce anche su guerra e relazioni e determina i confini della nazione.
L'editore di Civilization III e sue espansioni divenne la Infogrames, che nel 2001 aveva comprato la Hasbro, a sua volta proprietaria della MicroProse dal 1998.
Il grosso della ricerca storica era già stato fatto per i primi due giochi, ma è un processo che continua per tutta la serie. Nella squadra Firaxis c'erano molti esperti di storia che curavano il realismo dei dettagli, ma nel design, secondo Meier, il divertimento del gioco aveva sempre la precedenza rispetto all'accuratezza storica.
Lo sviluppo di Civilization IV (2005) passò sotto la guida di Soren Johnson. Con oltre quattro milioni di copie, divenne il gioco della serie più venduto e più acclamato dalla critica fino ad allora.
Il gameplay venne snellito e reso più accessibile per i principianti, ritornarono i filmati delle Meraviglie, l'albero delle abilità divenne più flessibile, e furono messi a disposizione un'ampia varietà di nuove unità, promozioni, tecnologie e Grandi Personaggi. Divenne anche il gioco più personalizzabile della serie.
La Take Two Interactive, che aveva già comprato i diritti sul marchio Civilization nel 2004, acquisì anche tutta la Firaxis Games nel 2005; a partire da Civilization IV l'editore della serie è la 2K Games, parte del gruppo Take Two.
Nel 2006 uscì una Collector's Edition della serie, intitolata Sid Meier's Civilization Chronicles, contenente tutti i titoli fino al IV inespanso nonché un gioco di carte di Soren Johnson, un DVD video e un esauriente libro con la storia della serie.
Civilization Revolution (2008) fu il primo titolo creato specificamente per il mercato delle console e rappresentò un ritorno di Sid Meier alla serie come designer primario. Riuscì efficacemente a ridimensionare le meccaniche di gioco per l'ambito delle console senza affievolire il nucleo dell'esperienza di gioco.
Civilization V (2010, design di Jon Shafer) si dimostrò il titolo della serie più controverso tra gli appassionati, con grossi cambiamenti nelle meccaniche. La Firaxis dovette prendere direzioni diverse rispetto al passato, per evitare la critica di realizzare prodotti troppo simili.
Tra i cambiamenti più marcati, la mappa esagonale anziché a caselle quadrate, con un nuovo limite di una sola unità per casella, e maggior mobilità delle unità grazie alla capacità minima di due passi per turno anziché uno.
Furono introdotte nuove opzioni diplomatiche e religiose, ma molti trovarono l'intelligenza artificiale peggiorata rispetto a Civilization IV. Una patch del 2012 dovette correggere molti bug e aggiustò il bilanciamento.
Sid Meier progettò un titolo per Facebook chiamato Civilization Network o Civilization World (2011-2013). Sfruttava le peculiarità dei social network offrendo gioco singolo, competitivo o cooperativo.
L'espansione Civilization V: Gods and Kings (2012) poteva anche essere considerata un seguito in piena regola. Introdusse tra l'altro un nuovo concetto di religione, dove piuttosto che sceglierne una la si può creare combinando molte componenti e la fede è una risorsa accumulabile.
Civilization VI (2016, design di Ed Beach) cambiò il classico schema delle città che occupano una sola casella, portando la costruzione degli edifici delle città fuori dalla casella del centro e spandendoli sulle caselle circostanti. Il sistema politico inoltre divenne molto più complesso.

## Videogiochi della serie
Di seguito i titoli della serie Civilization vera e propria, senza contare giochi simili o derivati.
- Civilization (1991)
  - CivNet (1995) - versione del gioco originale con l'opzione multigiocatore, con supporto per Windows 95. L'interfaccia del gioco è quasi identica all'originale.
  - Civilization 3 (2005) della Com2uS per telefoni cellulari, è in realtà una versione del primo Civilization[4]
- Civilization II (1996)
  - Civilization II: Conflicts in Civilization (1996) - espansione
  - Civilization II: Fantastic Worlds (1997) - espansione
  - Civilization II: Multiplayer Gold Edition (1998) - versione multigiocatore
  - Civilization II: Test of Time (1999) - versione con nuova grafica e possibilità di giocare su più mondi nella stessa partita
  - Civilization (2006) per N-Gage è basato principalmente su Civilization II
- Civilization III (2001)
  - Civilization III: Play the World (2002) - espansione con nuove civiltà e nuove modalità multigiocatore[6]
  - Civilization III: Conquests (2003) - espansione con nuove civiltà, nuovi elementi del gioco e scenari focalizzati sul multigiocatore[6]
- Civilization IV (2005)
  - Civilization IV: Warlords (2006) - espansione
  - Civilization IV: Beyond the Sword (2007) - espansione
  - Civilization IV: Colonization (2008) - rifacimento stand-alone di Colonization del 1994
- Civilization Revolution (2008) - solo per console
- Civilization V (2010)
  - Civilization V: Gods & Kings (2012) - espansione
  - Civilization V: Brave New World (2013) - espansione
  - Civilization V: The Mobile Game (2011) - versione della Gameloft per cellulari[4]
- Civilization: Beyond Earth (2014) - spin-off di Civilization V ambientato nello spazio[14]
  - Civilization: Beyond Earth - Rising Tide (2015) - espansione
- Civilization Online (2015-2016) - MMO coreano, in tempo reale e con mondo persistente, che uscì solo in versione beta in Estremo Oriente[4]
- Civilization Revolution 2 (2016) - uscito solo su Playstation Vita, iOS e Android
- Civilization VI (2016)
  - Civilization VI: Rise and Fall (2018) - espansione
  - Civilization VI: Gathering Storm (2019) - espansione
  - dal 2016 in poi sono usciti numerosi DLC che aggiungono 1-2 civiltà ciascuno
- Civilization VII (2025)

## Videogiochi correlati
Sono stati prodotti diversi titoli più o meno esplicitamente legati alla serie principale, anche da produttori indipendenti, con o senza uso del marchio ufficiale Civilization.
Nel 1994 la MicroProse produsse Colonization (o Sid Meier's Colonization), ambientato durante la colonizzazione delle Americhe e la Guerra d'indipendenza americana, tecnicamente simile al primo Civilization.
Master of Magic (MicroProse, 1994) è uno strategico fantasy medievale simile a Civilization, in cui il giocatore invece di sviluppare tecnologie scopre nuovi incantesimi per rafforzare le sue città o da usare in combattimento. Quest'ultimo, a differenza della serie Civilization, avviene in dettaglio su schermate a parte.
Sid Meier's Alpha Centauri (Firaxis Games, 1999), gioco di fantascienza ambientato su un pianeta inesplorato in orbita nel sistema stellare triplo di Alfa Centauri, è il seguito ideale dei primi due Civilization, dove Alfa Centauri è la destinazione dell'astronave lanciata a fine gioco. I colonizzatori hanno perso tutti i contatti con la Terra e il giocatore deve guidare una delle fazioni scaturite dalla frammentazione della spedizione delle Nazioni Unite. Con Brian Reynolds come capo designer, dà la possibilità di personalizzare le unità civili e militari e i governi.
Civilization: Call to Power venne pubblicato nel 1999 dalla Activision, che con complesse vicende legali ottenne i diritti per produrre un titolo a marchio Civilization. Mantiene l'ambientazione storica della serie, ma incluse molte idee, come la schiavitù e l'estensione fino all'epoca futura, con la colonizzazione dell'orbita terrestre e dei fondali marini.
Call to Power II (2000) è il seguito di Civilization: Call to Power, ma Activision dovette abbandonare ufficialmente il nome Civilization per mancanza di diritti. Migliorò molte cose dal predecessore, in particolare l'interfaccia. In seguito è diventato open source.
CivCity: Rome (Firefly Studios e Firaxis Games, 2006) è un simulatore strategico di città antica, più simile alla serie Caesar; il riferimento alla serie Civilization è poco giustificato e il gioco ebbe poco successo di critica.
Civilization IV: War of Two Cities e Civilization IV: Defenders of the Gates (Oasys Mobile, 2008) sono due videogiochi per telefoni cellulari, che a parte utilizzarne il marchio, non hanno praticamente niente a che vedere con Civilization IV o con il resto della serie. War of Two Cities è uno strategico d'azione a scorrimento orizzontale e Defenders of the Gates un tower defense.
CivWorld o Civilization Network o Civilization World (Firaxis, 2011-2013) di Sid Meier è un titolo per Facebook giocabile anche cooperativamente con gli amici. Puntava a sfruttare il successo della piattaforma con i casual gamer, ma arrivò un po' tardi e chiuse in meno di due anni.
Sid Meier's Starships (Firaxis, 2015), ambientato nell'universo di Civilization: Beyond Earth, è uno strategico incentrato sulla creazione di astronavi personalizzate.
Civilization ha ispirato inoltre un gran numero di versioni libere, come Freeciv e C-Evo, somiglianti in particolare a Civilization II. Dal 2016 è in sviluppo perfino una versione non ufficiale per il retrogaming su Commodore 64, chiamata 8-bit Civilizations, allo stadio di demo giocabile.

## Giochi da tavolo

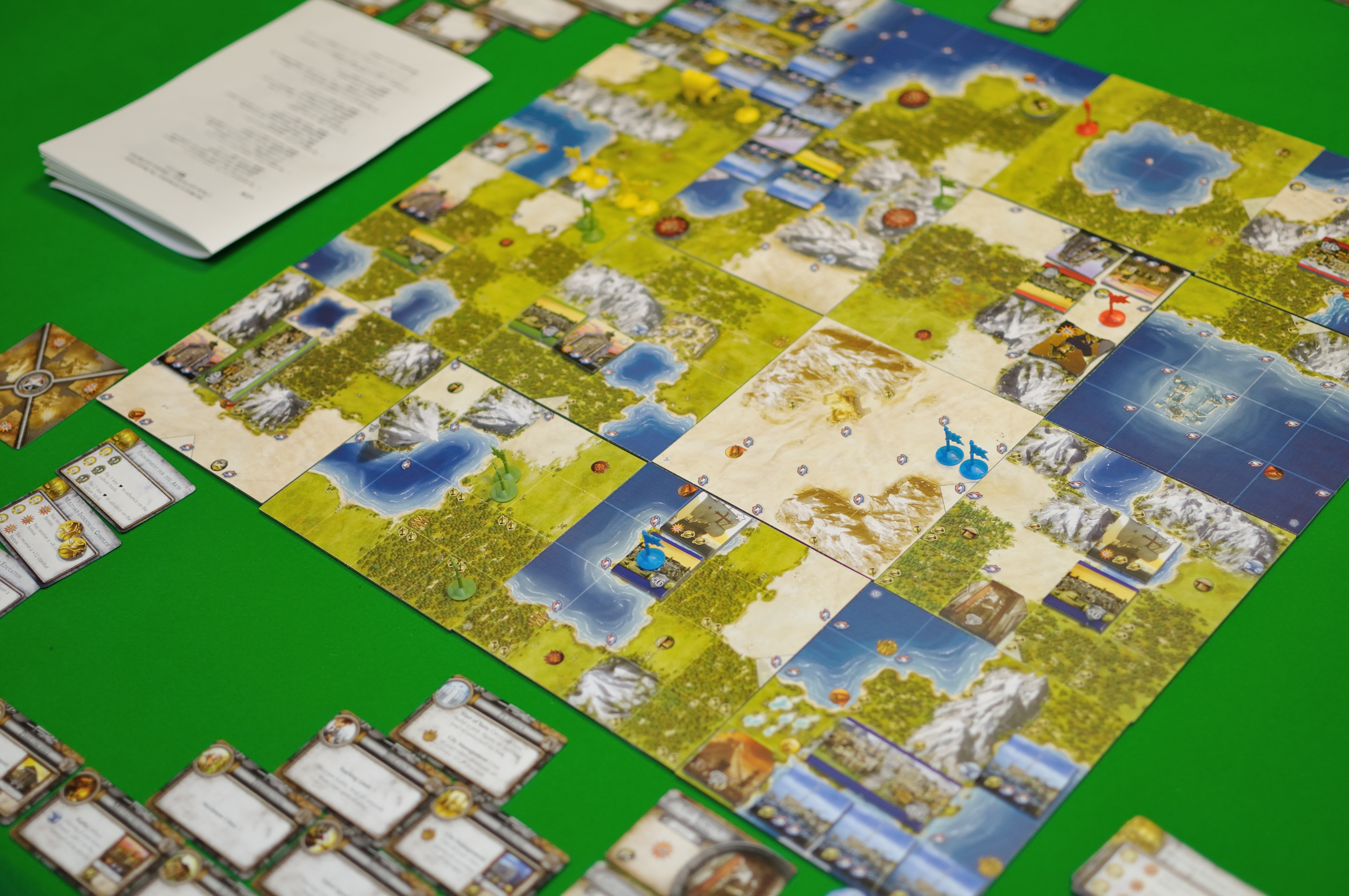
Sid Meier's Civilization: The Board Game (2010)

Nel 2002 la Eagle Games ha pubblicato una versione da tavolo di Civilization, col titolo Sid Meier's Civilization: The Boardgame, per 2-6 giocatori.
La confezione della raccolta di videogiochi Sid Meier's Civilization Chronicles del 2006 contiene tra l'altro un gioco di carte originale di Civilization.
Nel 2010 la Fantasy Flight Games ha pubblicato un nuovo gioco da tavolo, molto diverso dal precedente e vagamente ispirato a Civilization IV, per 2-4 giocatori, con mappa casuale. Il titolo è Sid Meier's Civilization: The Board Game ed è edito in italiano dalla Stratelibri.
Sono uscite le espansioni Fame and Fortune (2011) e Wisdom and Warfare (2013).
Nel 2017 la Fantasy Flight Games ha pubblicato una versione aggiornata del gioco chiamata Civilization: A New Dawn, edito in italiano da Asmodee Italia.
Nel 2020 è uscita l'espansione Terra Incognita che aumenta tra l'altro i giocatori possibili a 5.